# 利伯恩 (喬治亞州)
利伯恩（英語：Lilburn）是一個位於美國喬治亞州格威內特縣的城市。

## 地理
利伯恩的座標為33°53′20″N 84°08′27″W / 33.88889°N 84.14083°W，而該地的平均海拔高度為290米（即951英尺）。

## 人口
根據2010年美國人口普查的數據，利伯恩的面積為16.50平方千米，當中陸地面積為16.40平方千米，而水域面積為0.10平方千米。當地共有人口11596人，而人口密度為每平方千米702.79人。